# Mario Gyr
Pour les articles homonymes, voir Gyr.
Mario Gyr, né le 2 mai 1985 à Lucerne, est un rameur suisse. Il obtient une médaille d'or en quatre sans barreur poids légers aux Jeux olympiques d'été de 2016 avec Simon Niepmann, Simon Schürch et Lucas Tramèr.

## Carrière
Mario Gyr est médaillé de bronze en quatre sans barreur léger aux championnats d'Europe d'aviron 2010 ainsi que 8e aux Championnats du monde d'aviron 2010 et 6e aux Championnats du monde d'aviron 2011 dans la même catégorie. Il participe également aux Jeux olympiques d'été de 2012 en quatre sans barreur poids légers avec Simon Schürch, Simon Niepmann et Lucas Tramèr où il obtient un diplôme olympique en se classant 5e. En 2013, Gyr est médaillé de bronze aux championnats d'Europe et médaillé d'argent aux championnats du monde dans la catégorie deux de couple poids légers avec Simon Schürch,. Il participe également aux Jeux olympiques d'été de 2016 en quatre sans barreur poids légers avec Simon Schürch, Simon Niepmann et Lucas Tramèr où il obtient une médaille d'or.